# إيفانجيلوس داماسكوس
إيفانجيلوس داماسكوس ((باليونانية: Ευάγγελος Δαμάσκος)‏) هو لاعب قفز بالزانة يوناني، مثّل بلاده في الألعاب الأولمبية الصيفية 1896 في أثينا وحقق الميدالية البرونزية بالمناصفة.